# Buxus sempervirens
Buis commun
Espèce
Statut de conservation UICN

 LC  : Préoccupation mineure
 Monde, Europe, France 
Le Buis commun ou Buis toujours vert (Buxus sempervirens) est une espèce de plantes à fleurs du genre Buxus à l'odeur caractéristique, de la famille des Buxacées. C'est un arbuste à feuilles persistantes qui peut atteindre une hauteur de 5 à 6 mètres. Il produit au printemps des fleurs axillaires de petite taille. Les abeilles aiment visiter ses fruits au suc très sucré à l'automne.

## Historique et dénomination
L'espèce Buxus sempervirens a été décrite par le naturaliste suédois Carl von Linné en 1753.

### Synonymie
- Buxus arborescens (L.) Mill., Gard. 1768 [2]
- Buxus colchica Pojark[3].
- Buxus hyrcana Pojark[4].
- Buxus myrtifolia Lamarck 1785  [5]
- Buxus sempervirens f. angustifolia Elías & Sennen  (nom invalide)
- Buxus sempervirens f. latifolia Sennen & Elías, dans sched. (MA 75885), (nom invalide)
- Buxus sempervirens f. macrocarpa Sennen, dans sched. (MA 75884), (nom invalide)
- Buxus sempervirens f. microrrhina Cuatrec., Cavanillesia 3: 15. 1930.
- Buxus sempervirens f. myrtifolia Lamarck, C.K.Schneid 1907 [6]
- Buxus sempervirens f. pendula (Dallim.) Rehder 1949[7],
- Buxus sempervirens f. prostrata (Bean) Rehder 1949[8],
- Buxus sempervirens subsp. hyrcana (Pojark.) Takht. 1972   [9]
- Buxus sempervirens var. arborescens L., Sp. Pl. 1: 983. 1753.
- Buxus sempervirens var. suffruticosa L., Sp. Pl. 1: 983. 1753.
- Buxus sempervirens var. emarginata Sennen, Pl. Espagne n.° 3572 (MA 75889), (nom invalide)
- Buxus sempervirens var. myrtifolia (Lam.) Sweet
- Buxus sempervirens var. pendula Dallim., Holly Yew Box 228. 1909.
- Buxus sempervirens var. prostrata Bean, Trees shrubs hardy Brit. Isles 1:278. 1914.
- Buxus suffruticosa (L.) Mill., Gard. Dict., ed. 8, no 3. 1768.

## Description

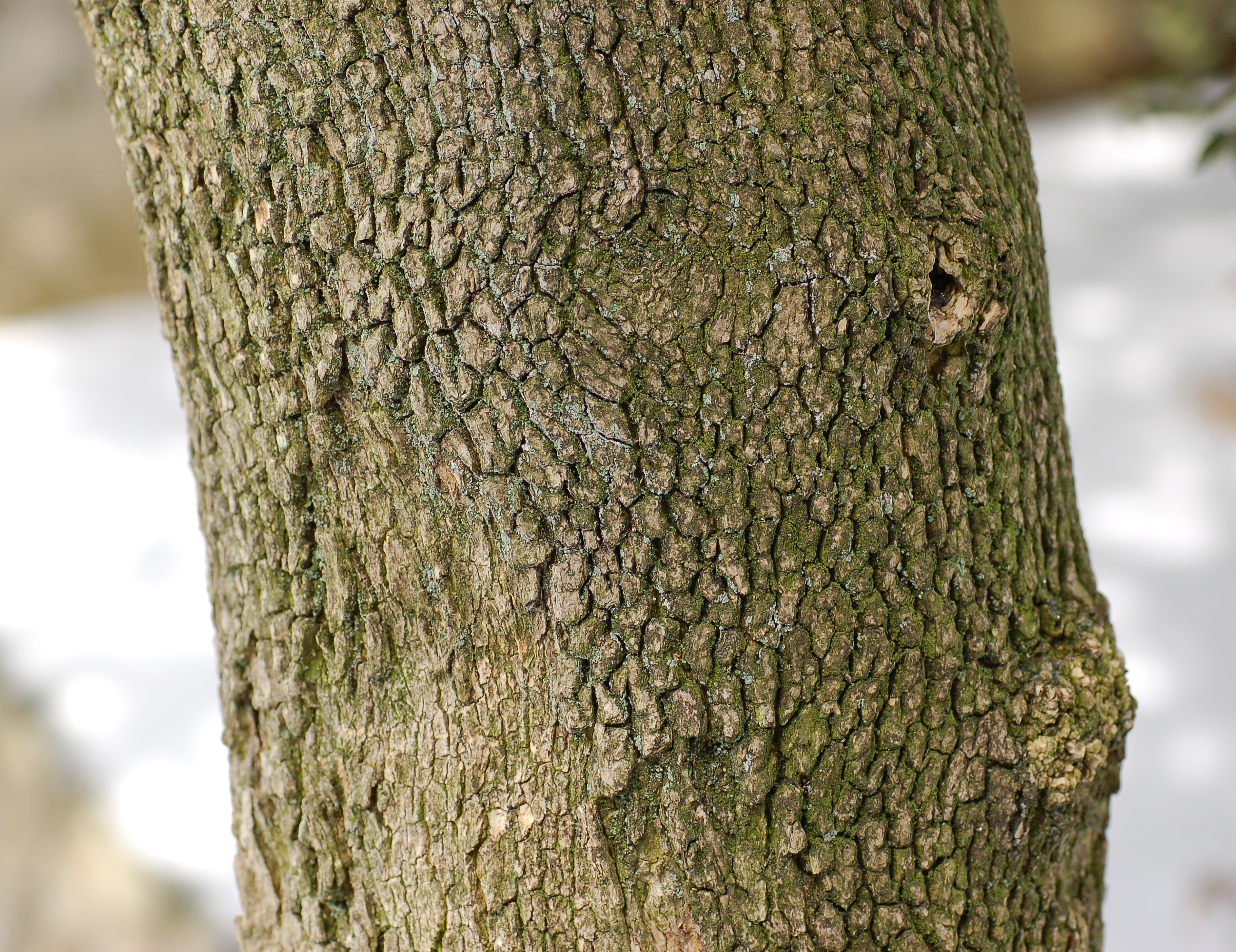
Tronc et écorce de Buis.

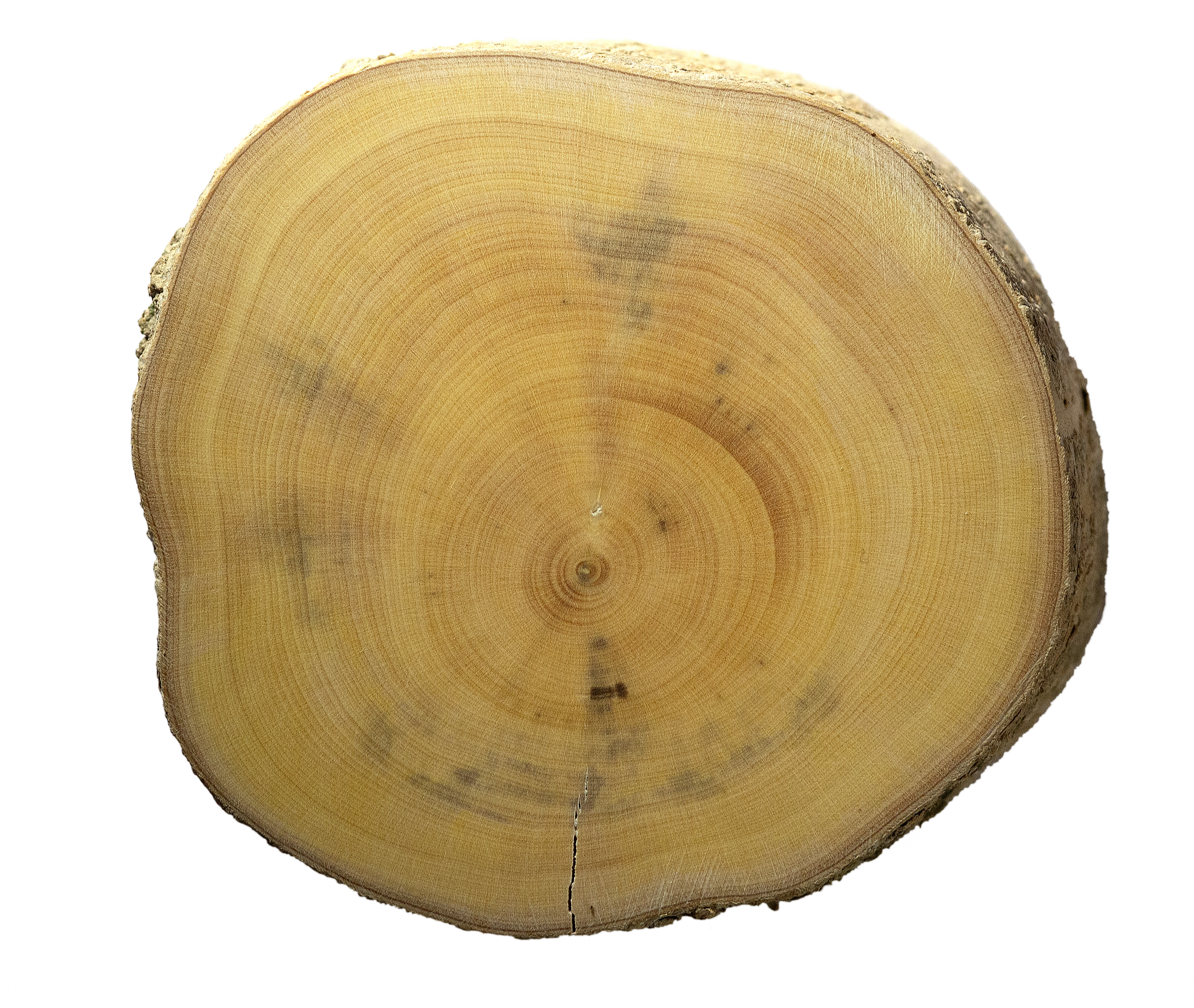
Coupe - 95 à 100 cernes

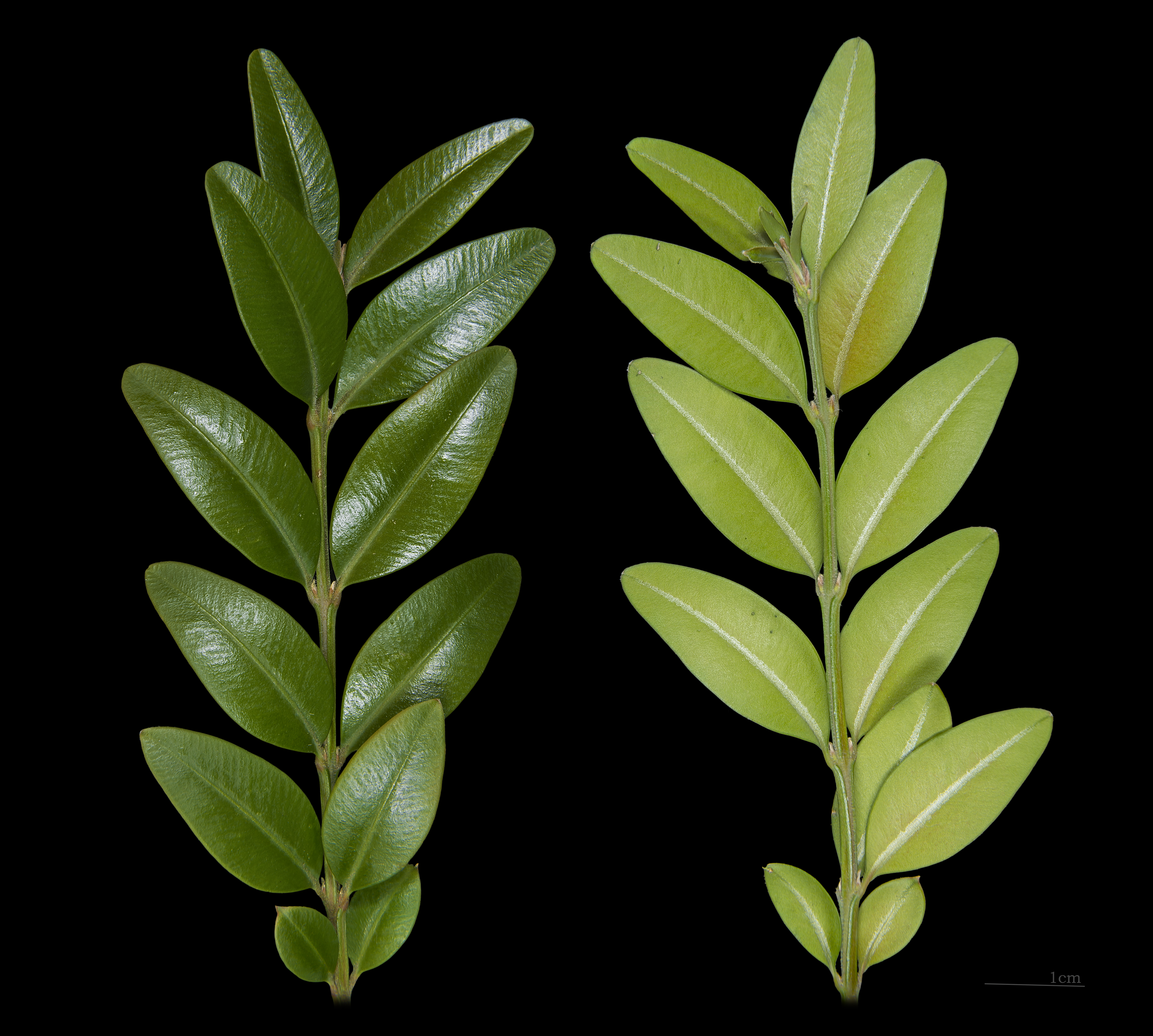
Feuilles (Jardin des plantes de Toulouse).

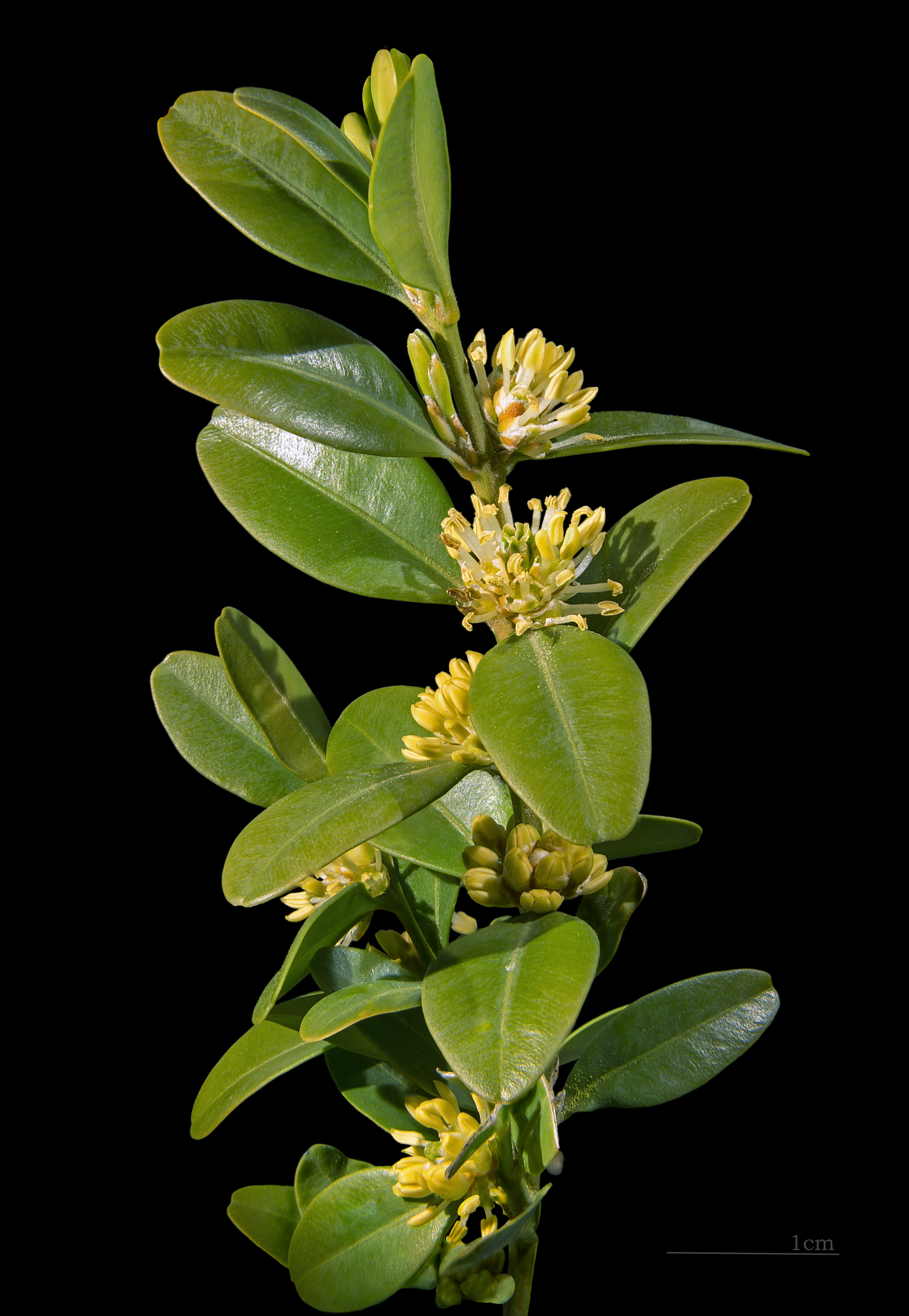
Fleurs (Jardin des plantes de Toulouse).

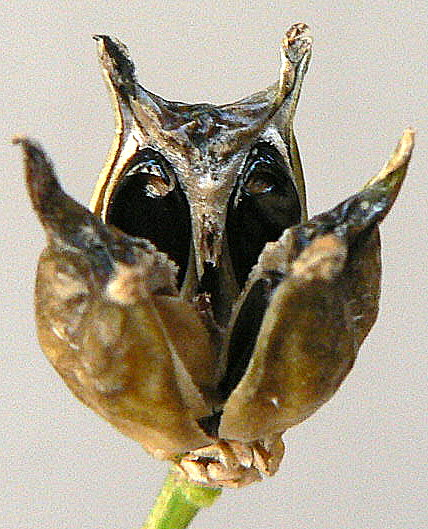
Fruit.

Le buis est une plante à croissance très lente, qui peut vivre plusieurs siècles. Il peut atteindre alors jusqu'à 8 m de hauteur en climat tempéré et jusqu'à 20 m en zone subtropicale.
Son bois est particulièrement dur, ce qui lui valut d'être utilisé comme matériau pour fabriquer des outils durant la Préhistoire avant la maîtrise du métal.
Il forme des branches courtes. Les feuilles ovales sont d'abord vert tendre puis plus foncé. Elles mesurent de 1 à 2,5 cm de long et la moitié en largeur.
Le buis est monoïque. De mars à mai apparaissent à l'aisselle des feuilles de discrètes grappes de fleurs jaunâtres parfumées. Chaque grappe est généralement constituée d'une fleur femelle terminale et de plusieurs fleurs mâles pendantes. Une corolle est absente, il n'y a que quelques très petites sépales. Les fleurs femelles ont trois styles, chacune avec un stigmate en deux parties, les fleurs mâles ont chacune quatre étamines. Les fleurs produisent en abondance du nectar et du pollen et sont donc volontiers visitées par les abeilles et les mouches.
Le fruit est une capsule brune ou grise, coriace, d'environ 1 cm de long, contenant de nombreuses graines matures en septembre. Le parfum des semences attire les fourmis, ce qui fait du buis l'une des rares plantes ligneuses d'Europe centrale dont les graines sont disséminées par les fourmis (myrmécochorie).

## Statuts de protection, menaces
L'espèce n'est pas considérée comme étant menacée en France. En 2021 elle est classée Espèce de préoccupation mineure (LC) par l'UICN.
Toutefois localement l'espèce peut se raréfier : elle est considérée en Danger (EN) en Alsace.

## Culture
Le buis 
- préfère la mi-ombre, mais tolère le soleil s'il a assez d'humidité,
- apprécie les sols légèrement calcaires, bien drainés et riches mais s'adapte à de moins bons sols,
- nécessite un hiver froid, pour réduction de ses parasites.
- Attention, à l'exception d'une chute trop brutale de la température en quelques heures.
- résiste au gel, au vent et la sécheresse.
- 10 à 12 jeunes plants par mètre pour les bordures.

### Multiplication
La multiplication non naturelle du buis peut se faire par semis (très lent), par marcottage ou par bouturage (méthode la plus courante car la culture de semences est très longue).
• Pour bouturer, on prélève de septembre à mars des branches de 10 à 15 cm de longueur dont on défolie les deux tiers inférieurs qu'on plante dans le sol jusqu'aux premières feuilles en protégeant du plein soleil. Les boutures prélevées en août forment des racines avant l'hiver. La deuxième année, on transplante dans un pot de taille supérieure en maintenant l'ombre et l'humidité toute l'année. Enfin, la transplantation peut avoir cours avec plus de succès lorsque l'enracinement est bien dense.

## Répartition
Buxus sempervirens se trouve du Portugal, en passant par le Nord de l'Espagne et par la France, jusqu'en Allemagne, en Angleterre, au sud de la Belgique, au Luxembourg et en Suisse.
Le buis fait partie de la flore belge actuelle mais n'a jamais été une plante autochtone de l'Italie (malgré les textes de Pline l'Ancien et d'autres anciens).
Par contre, on la retrouve dans les Balkans (l'ancienne Yougoslavie, la Grèce, le Kosovo…) et jusqu'en Bulgarie.

## Écologie
Il est intéressant d'observer que ce buis ne présentera pas tout à fait le même aspect selon la qualité du sol, l'ensoleillement et la pluviométrie. Dans les endroits humides ou ombragés, sa feuille verte atteindra la plus grande surface et sera de couleur sombre, alors que son bois pourra atteindre plusieurs mètres de haut. Le buis fait ainsi partie de la flore anglaise. Dans les endroits plutôt secs et ensoleillés, la feuille sera plus claire, voire presque jaune, alors que son développement restera plus réduit. De fait, la croissance du buis semble favorisée par la fraîcheur et l'humidité. Toutefois, sa présence spontanée sur des sols secs et arides (par exemple, dans le Sud-Est de la France) montre que la chaleur ne le rebute pas.
On pourrait le comparer avec le houx (Ilex aquifolium) et l'if commun (Taxus baccata), espèces à même rôle écologique, et seules espèces d'arbustes à feuilles persistantes spontanées au nord de la Loire.

### Ravageurs et maladies
Le buis commun est sujet à diverses affections, en partie cumulables, dont 

### Ravageurs
- Cochenille virgule du buis (Lepidosaphes ulmi),
- Cécydomie du buis (Monarthropalpus buxi)[12],[13],
- Phytopte du buis ou galle du buis (Aceria unguiculata)[14],
- Psylle du buis (Psylla buxi),
- Pyrale du buis (Cydalima perspectalis),
- Tétranyque du buis (Eurytetranychus buxi)[15],

### Maladies cryptogamiques
- Dépérissement du buis (Cylindrocladium buxicola),
- Dépérissement du buis (Pseudonectria buxi, syn. Volutella buxi),
- Rouille du buis (Puccinia buxi)[16],
- Pourriture des racines et du collet (Pythium spp.),
- Phytophthora sp., Phytophthora,
- Pourriture noire des racines ou chalara (Thielaviopsis basicola, syn. Chalara elegans).

### Ravageur 2017: la pyrale
Le buis commun est vulnérable à une chenille originaire de Chine, la pyrale du buis (Cydalima perspectalis). Cette chenille a été observée pour la première fois en Europe à Weil-am-Rhein, en Allemagne, en 2006. Elle a été signalée en masse en Alsace dès août 2008, et progresse très rapidement partout en Europe et en France. La chenille détruit le buis en éliminant presque totalement son feuillage (défoliation).
En 2017, la France et la Suisse ont subi un développement inédit de la pyrale du buis.

#### L’animal
La pyrale du buis connaît encore peu de prédateurs convenables : frelon asiatique, moineau domestique, mésange bleue…
Le traitement varie pendant le cycle de vie de cet insecte lépidoptère, (38 à 57 jours, à 25 °C, en France, en 2017, avec pause en dessous de 7 °C) :
- Papillon (adulte, imago) : à éliminer si possible avant ponte, et alimentation sur divers végétaux :
  - Repérage visuel, nocturne et diurne : tout éclairage nocturne attire, public ou privé.
  - Piège à phéromone (spécifique, du commerce ou du producteur), à renouveler mensuellement, à multiplier selon le volume végétal à traiter (100 insectes (mâles ?) par 24 h, à évacuer, en période chaude),
  - Bassine d’eau avec savon ou produit vaisselle, avec éclairage nocturne (borne solaire forte),
  - Filet de protection envisageable uniquement pour topiaires et petites haies, mais sur 8 mois (hiver fort exclu),
  - Pulvérisation de produit anti-pyrale (biocompatible), pas très efficace.
  - Ponte sur une semaine.
  - L’insecte s’abrite de jour en sous-bois, dans les buis ou non, endommage et consomme peut-être d’autres éléments végétaux.
  - L’insecte peut devenir invasif, même à l’intérieur des habitations.

- Œufs : 
  - en sous-feuille, à éliminer avant éclosion, et avant destruction des feuilles et jeunes pousses,
  - traitement possible par trichogramme(s), uniquement après vol et ponte : micro-hyménoptères qui parasitent les œufs des pyrales.

- Chenille (larve, 4 semaines, première visibilité par les soies), à éliminer, avant transformation en chrysalide puis papillon :
  - destruction individuelle mécanique : pouce-index (avec ou sans gant), pincette, cure-dent…
  - destruction collective par pulvérisation de produit au ‘’bacillus thuringiensis’’ (Bt, biocompatible), par pulvérisateur (1 l, 5 l, 10 l, 20 l)…
  - pulvérisation de tanaisie commune (eau où a séjourné un mois suffisamment de tanaisie), ou de simple vinaigre.

- Nymphe (chrysalide, cocon) : à éliminer avant transformation en papillon, par traitement du support végétal, des déchets végétaux, et du sol (dont rocaille).

Le produit (au Bt), à pulvériser est le seul produit efficace contre la chenille, à condition d’être renouvelé, surtout quand le buis est en buisson (large, profond, haut), et après toute pluie.
Le produit est dangereux aussi pour l’homme : gants, lunettes, masques, sans utilisation en milieu de journée, ni par vent.
D’autres produits, insecticides chimiques, non biocompatibles, sont plus destructeurs, mais non ciblés, donc encore plus dangereux pour l’homme, les autres animaux (abeilles…), les autres végétaux.
Le traitement le plus pertinent reste de limiter son champ d’action, par réduction de son support et alimentation, le buis, à tailler vigoureusement.

#### Le végétal
Le buis commun (‘’buxus sempervirens’’) est un arbuste, rustique, robuste, ancien en Europe, sans doute autochtone, endémique, toujours vert, à croissance lente, particulièrement adapté aux terrains calcaires. En taillis, bois, forêt, il peut devenir arborescent (dépassant  5 mètres de hauteur, avec tronc de diamètre supérieur à 10 cm).
L’utilisation du buis en buisson, ou en bordure, est ancienne, sauvage, et majoritaire, particulièrement en friche, bois, broussaille, etc.
L’utilisation en massif, ou en haie, est plus récente. Le buis taillé, en topiaire, reste minoritaire 
L’importation (récente) de buis d’Asie du Sud-Est en Europe occidentale daterait de 2006, avec son prédateur, la pyrale du buis.
Dans tous les cas d’attaque par la pyrale du buis, le traitement de la proie peut se résumer ainsi :
- 0 Ne pas (trop) intervenir (respect de la vie végétale) : en quelques jours ou semaines, avec apport hydrique naturel (rosée, pluie…) et/ou modeste arrosage nocturne, même irrégulièrement, la plante lance des repousses vert tendre aux endroits stratégiques… 
  - Purin d'ortie, activateur et régulateur de vie végétale.
- 1 Éliminer (nettoyage cosmétique, au petit sécateur) les extrémités infestées, ou suspectes, mortes ou vives, supérieures comme inférieures,
  - progressivement, à partir des zones en charpie, avec protection (au moins) des yeux,
  - pour éviter la ponte d’œufs d’abord, et la consommation de feuilles ou jeunes écorces,
  - pour réduire les volumes de végétal à traiter ou surveiller, particulièrement en buisson.
  - nettoyer le sol (ratisser, aspirer) : feuilles, brindilles, et tout déchet facilitateur d’incendie…
  - Les chutes sont à porter en déchetterie, à broyer, ou à brûler aussitôt (mais seulement quand et si c’est autorisé, hors sécheresse et hors vent…).
- 2 Émonder, ébrancher, élaguer (assistance et reformatage au coupe-branche), tailler, rabattre l’arbuste, couper branchettes, branches, adventices,
  - selon l’infestation, et selon la repousse souhaitée, (entre 50 cm et 150 cm ou davantage, pour mieux déstabiliser l'arbuste avant arrachage…).
  - Les arbustes récents ou mal implantés peuvent disparaître à la suite du dessèchement, de la défoliation, du stress hydrique.
  - Les arbustes bien enracinés sont vivaces et peu exigeants, et lancent rapidement de nouvelles pousses.
  - D’autres maladies du buis peuvent être alors visualisées, traitées, réduites : moisissures, champignons, mousses…
- 3 Couper au sol, ou à 10-20 cm, (amputation, à la scie ou à la tronçonneuse si nécessaire), pour une reprise plus énergique, même si la pyrale est installée durablement, ou pour arrachage.
- 4 Arracher (élimination), si possible par déracinement, ou en dernier recours par empoisonnement.
- 5 Remplacer (remplacement) par un végétal indifférent à la pyrale.

Toute repousse durable, au mieux au printemps suivant, est vouée à être investie par les nouveaux papillons issus des cocons qui auraient passé l’hiver.
Toute éradication (relative) sur une parcelle (ou sur un pied) est insignifiante si les parcelles voisines, proches ou non (à vol de papillon), sont infestées et/ou non traitées.
Le traitement est prioritairement ou uniquement du ressort de l’occupant du terrain infesté.
Certains (résidents, experts…) escomptent une moindre pullulation dans les années à venir, faute de buis.
Les collectivités envisagent, tardivement, des actions collectives, amples, coûteuses, moins dérisoires peut-être, d’abord sur terrains communaux.
Le projet Save Buxus apporte certes quelque espérance...

## Usages et propriétés
- Son bois dense et dur, de couleur jaune clair, à grain très fin est apprécié pour la sculpture et le tournage. On l'emploie notamment pour fabriquer des instruments à vent ainsi que des pièces de jeux d'échecs. La ronce de buis est également recherchée pour le placage et la sculpture pour la beauté de ses motifs. Le mot boîte est de même origine.
- Les catholiques des zones tempérées utilisent traditionnellement ses branches pour la fête des Rameaux.
- Il en existe plusieurs variétés horticoles dans le commerce. Dans les jardins, le buis toujours vert (B. sempervirens) est employé le plus souvent sous forme de haies, de figures et de bordures taillées ; il est à la base de l'art topiaire. La variété Buxus sempervirens suffruticosa est très souvent utilisée pour la confection des bordures bien que déjà Claude Mollet, un des « pères » du « jardin à la française », l'ait trouvée peu satisfaisante.
- L'odeur du buis pourrait être due à un composé contenant un groupement thiol, le 4-méthyl-4-sulfanylpentan-2-one (4MSP), également identifié dans le sauvignon.
- Le contact avec la sève du buis est susceptible de provoquer des irritations cutanées. Son ingestion est toxique et peut, à forte dose, provoquer vomissements, vertiges, tremblements et paralysie spinale.
- La décoction de ses feuilles constitue cependant un puissant sudorifique employé dans les cas d'affections rhumatismales chroniques, d'arthrite, de goutte... ainsi qu'un fébrifuge permettant de remédier aux fièvres intermittentes.
- Il était jadis employé pour la fumure. On disait dans le Languedoc que le buis fumait un champ pour trois années.
- Il représente le stoïcisme en langage des fleurs[23].
- Il était symbole d'éternité chez les Gaulois[23], et d'Hadès et Cybèle chez les Grecs[réf. nécessaire].
- Une coutume bretonne demande de garder toute sa vie dans son armoire un rameau de buis béni, et à la mort faire déposer par un enfant ce rameau sur son cercueil, en guise de bénédiction[23].

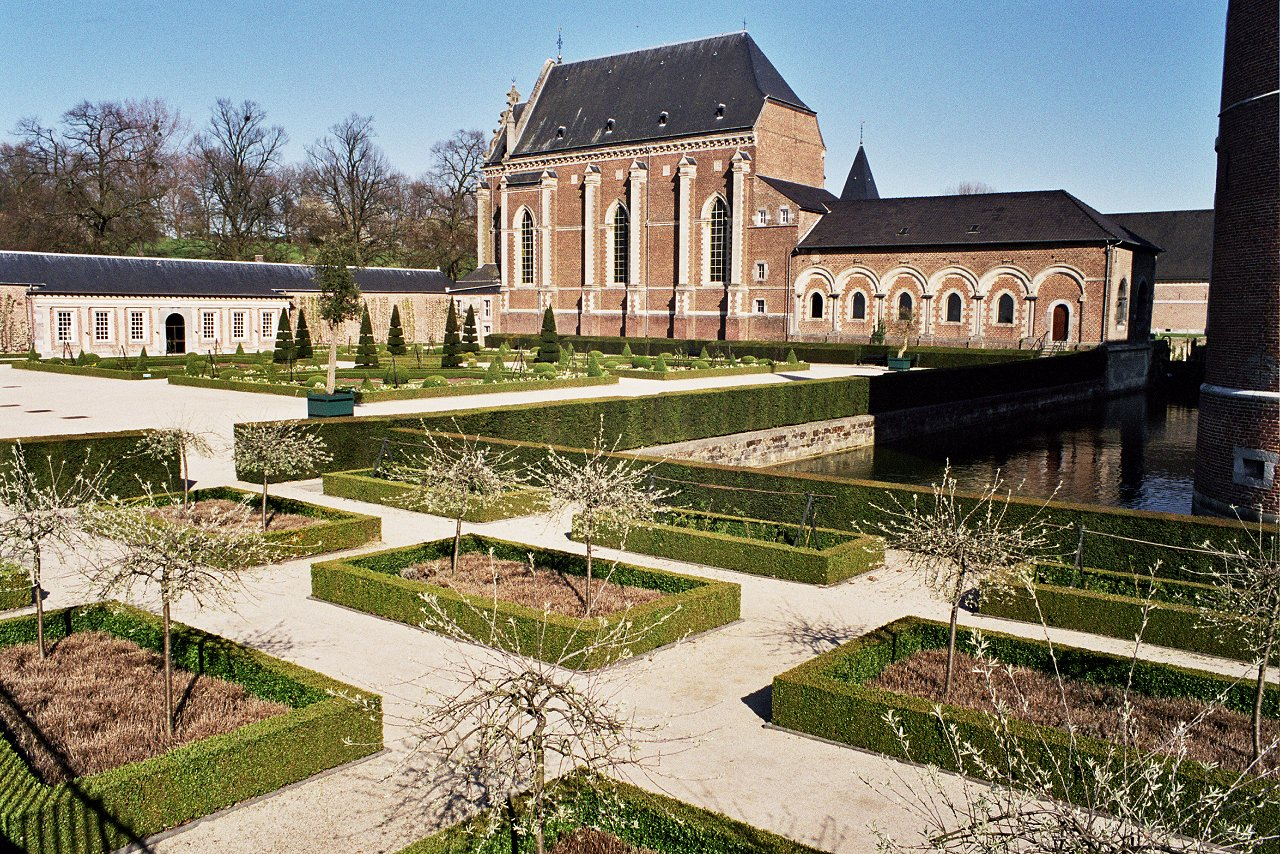
Usage classique du buis (château d'Alden-Biesen).
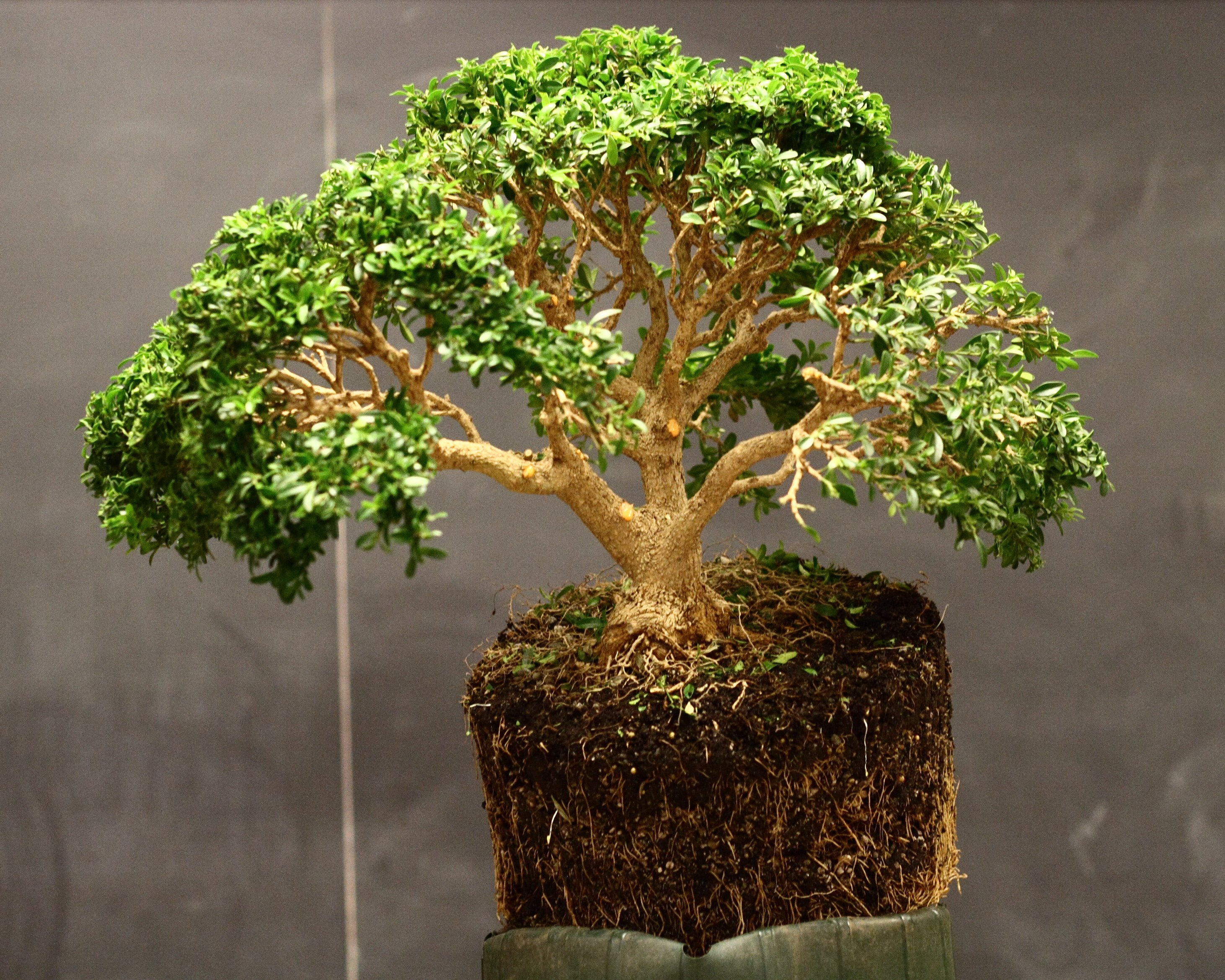
Bonsaï.
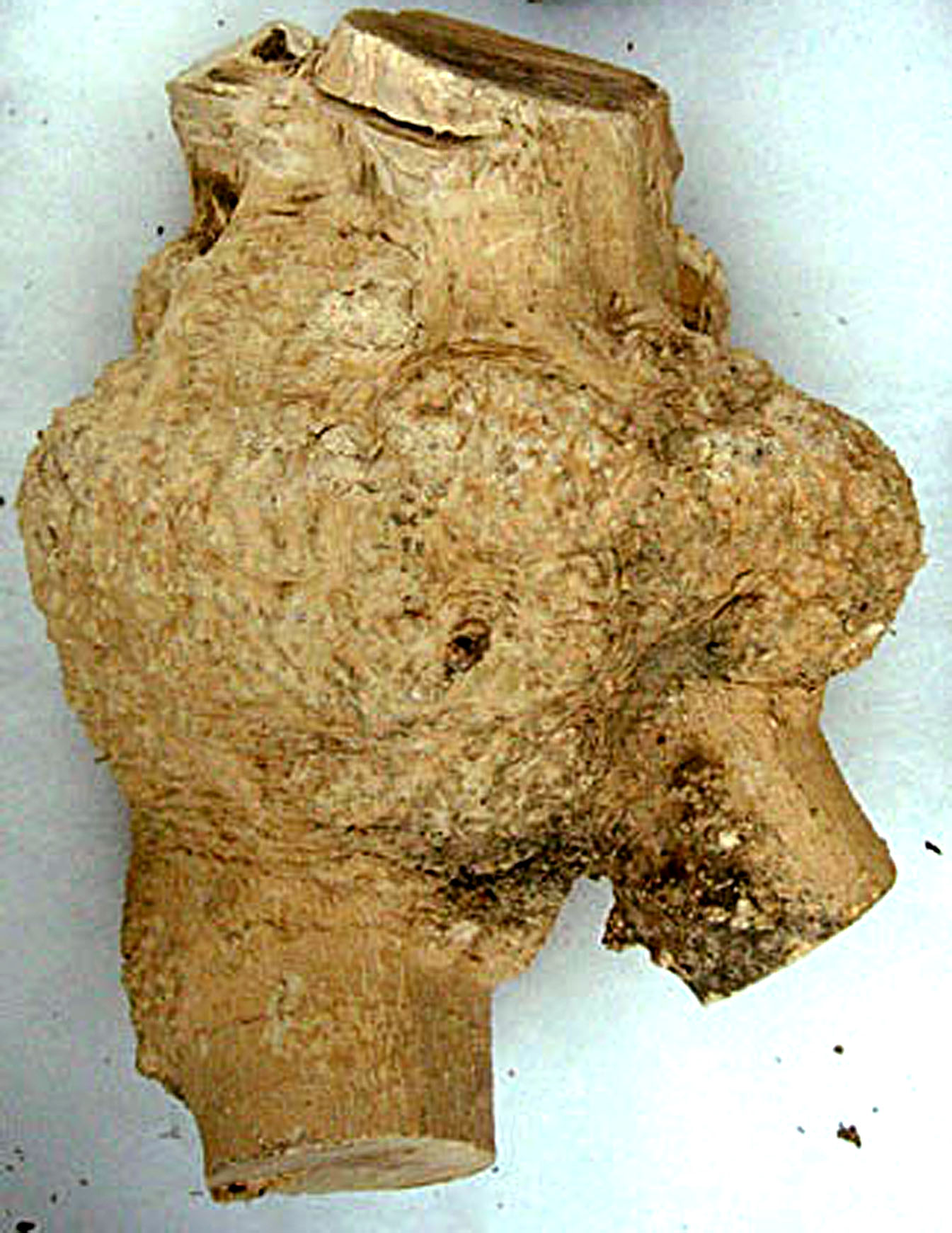
Ronce de buis.
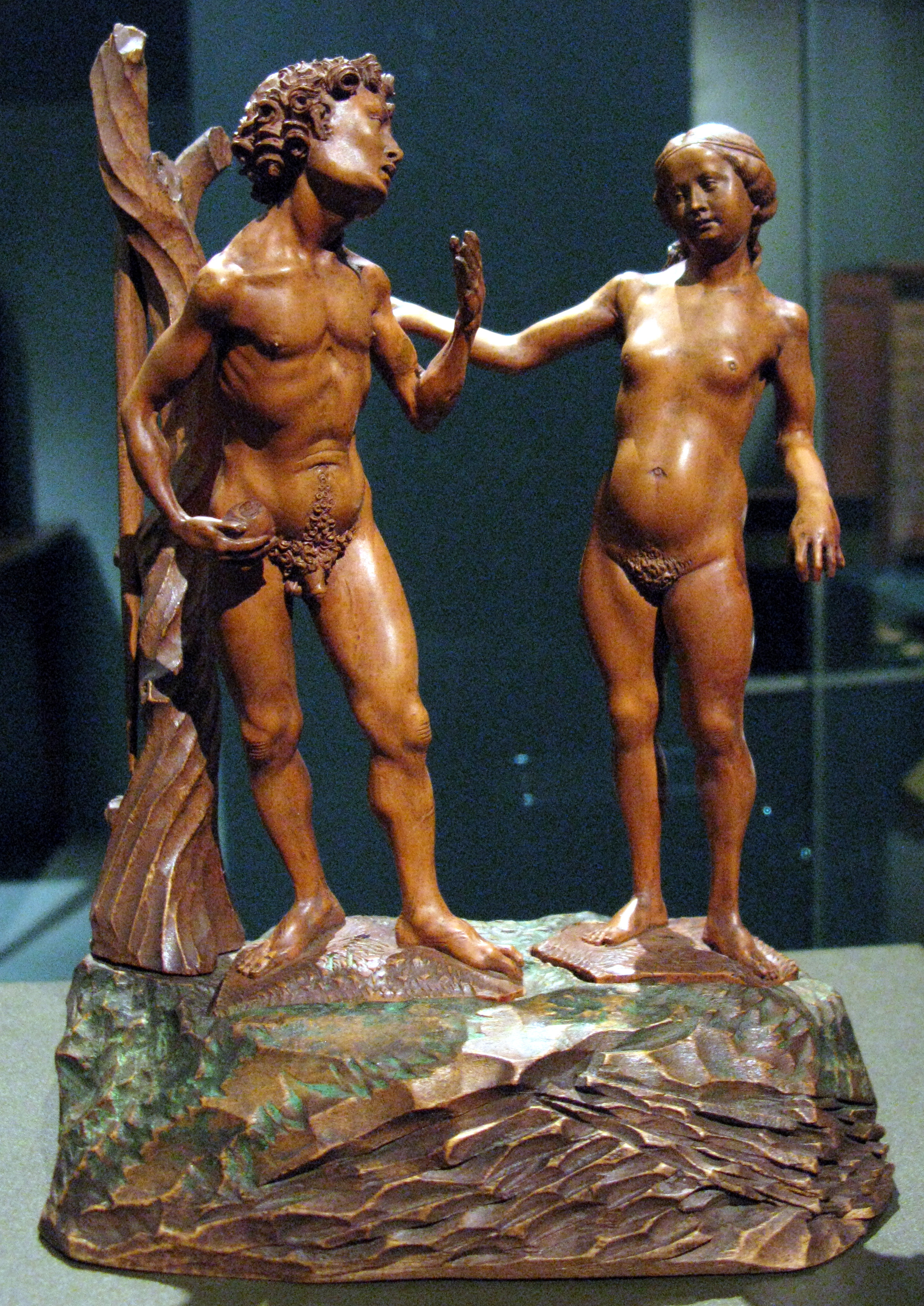
Adam et Éve, de Hans Wydyz (de).

## Toponymie
En Europe occidentale, Buxenus, le dieu-arbre gaulois correspondant au buis sacré explique, par ses variantes cultuelles locales, les nombreuses traces préservées dans la toponymie (Buxy)[réf. nécessaire] :
- en France, via le latin médiéval buxaria, lieu planté de buis : La Boissière, Bussières, Buxières, Bouxières, l'Alboussière, La Buisse ;
- en France directement par le gaulois : les divers Buis, Buisson, Boisney, Buxeuil, clairière de buis ou lieu du buis sacré ;
- en Belgique directement par le gaulois : Buissenal, lieu de Buxenus
- au Royaume-Uni : Bexhill, Box Hill au sens de colline de buis…

Le buis est une plante indigène. Certains archéologues affirment que le calcaire des maçonneries gallo-romaines est propice au buis — selon une supposition tenace, le buis aimerait le calcaire —, et que ces toponymes seraient révélateurs d'un habitat gallo-romain. Il indique simplement la proximité d'un modeste sanctuaire dédié au dieu Buxenus ou d'un cimetière antique.
Les mots français buis et buisson, dérivent, selon Albert Dauzat, d'un mot germanique « bosk » (bois, broussailles). Buisson, petit bois ou bosquet sont aussi évoquées couramment en toponymie, pour écarter l'hypothèse ci-dessus. À défaut d'un sens paysager global, il faut logiquement leur trouver une fonction sociale ou religieuse pour expliquer leur préservation toponymique. Pour un cousinage sémitique, on peut relever qu'en arabe, le mot buis se dit Beqs  بقس  , proche de Buxus.